# Рагнукса (посёлок)
Ра́гнукса — посёлок сельского типа в составе Авдеевского сельского поселения Пудожского района Республики Карелия.

## Общие сведения
Расположено в центре района, в 20 км к северу от райцентра Пудож, на одноимённой реке Рагнукса, высота над уровнем моря 86 м. В посёлке работает магазин, до 2006 года действовала начальная школа.

## Население
| 2002 | 2009 | 2010 | 2013 |
| ---- | ---- | ---- | ---- |
| 335  | ↘328 | ↘217 | ↗225 |

## Улицы
В посёлке 7 улиц:
- Ул. Дружбы
- Ул. Комсомольская
- Ул. Ленина
- Ул. Лесная
- Ул. Набережная
- Ул. Октябрьская
- Ул. Школьная